# Vương Tuấn (đầu Tây Tấn)
Vương Tuấn (chữ Hán: 王濬; 206-285) là đại tướng nhà Tây Tấn trong lịch sử Trung Quốc. Ông có công góp phần tiêu diệt nước Đông Ngô, thống nhất Trung Quốc sau thời kỳ chia cắt Tam Quốc.

## Thân thế
Vương Tuấn có tên tự là Sĩ Cố, người Hoằng Nông. Ông sinh ra trong gia đình quan lại nhiều đời hưởng lộc 2000 thạch. Từ thời trẻ, ông đã làu thông kinh điển, tính cách phóng khoáng, có chí lớn.
Khi tu tạo lại vườn nhà, ông mở rộng con đường trước cửa đến mấy chục bộ. Nhiều người thấy lạ hỏi vì sao, ông nói:
Tôi muốn con đường đủ rộng để cầm cờ, vác kích đi qua.
Nhiều người cho rằng đây chỉ là trò đùa của chàng thanh niên trẻ tuổi. Vương Tuấn nói:
Chim sẻ sao biết được chí chim hồng?

## Cai trị đất Thục
Sau đó Vương Tuấn được gọi đến Hà Đông nhận chức. Ông ngay thẳng và liêm khiết khiến các quận thú và huyện lệnh hay tham nhũng thường e sợ và từ quan. Thứ sử Hà Đông là Từ Mão có con gái ngoan, giỏi giang đang tuổi kén chồng, bèn cho mời đồng liêu đến nhà và bảo con gái ở trong phòng nhìn ra, kín đáo chọn lựa. Cô gái chọn Vương Tuấn. Từ Mão bèn gả con gái cho ông.
Đại tướng Dương Hựu thấy ông có tài, bèn thu dụng dưới trướng và phong làm Xa kỵ trung lang. Nhà Ngụy diệt Thục Hán (264), Tây Thục thuộc về Nguỵ. Sau đó Tư Mã Viêm giành ngôi nhà Ngụy lập ra nhà Tấn. Vương Tuấn được giữ chức Thái thú Ba quận. Ba quận gần Đông Ngô, dân chúng phải lao dịch khổ sở nên nhiều nhà sinh con trai không muốn nuôi thành người. Vương Tuấn bèn thay đổi chính sách, cho giảm bớt tô thuế, cho người mới sinh con được nghỉ ngơi dưỡng sức, vì vậy trong vùng sinh con trai không bỏ nữa.
Không lâu sau, Thứ sử Ích châu là Hoàng Phủ Yến bị Trương Hoằng giết chết, triều đình thăng ông làm Thứ sử Ích châu. Ông đến trấn nhậm, tiêu diệt Trương Hoằng, được phong làm Quan Nội hầu.

## Chuẩn bị đánh Ngô
Nhờ tài cai trị Ích châu, năm 272, Vương Tuấn được gọi về triều, thăng làm Tả vệ tướng quân. Nhưng khi đó Dương Hựu nuôi chí đánh Đông Ngô, biết Vương Tuấn có tài hơn người, dặn ông nên tiếp tục trấn trị Ích châu để tiện đường đánh Ngô, và kiến nghị triều đình việc này. Tấn Vũ đế bèn để ông làm Thứ sử Ích châu, coi thủy quân.
Vương Tuấn nhận lệnh, đóng thuyền chuẩn bị đánh Ngô. Các thuyền ông đóng đều to rộng, nhiều chiếc kết lại với nhau thành thuyền lớn hơn nữa, rộng đến 120 bộ, có thể chở 2000 người. Trên thuyền có lầu quan sát, cửa quay ra 4 phía, cưỡi ngựa ra vào dễ dàng. Ít lâu sau Vương Tuấn được phong làm Long Nhương tướng quân.
Dương Hựu nhiều lần thỉnh cầu đánh Ngô nhưng Tấn Vũ đế chần chừ không quyết. Năm 278, Dương Hựu qua đời. Năm 279, Vương Tuấn cũng dâng biểu khẩn khoản xin đánh Ngô. Các văn thần Giả Sung, Tuân Húc lo ngại chiến tranh, cho rằng chưa đến lúc. Nhưng Đỗ Dự, Trương Hoa cũng tán đồng với Vương Tuấn. Tấn Vũ Đế bèn chuẩn tấu cho đánh Ngô.

## Nam tiến diệt Ngô
Khi Vương Tuấn chuẩn bị ra quân thì đám trẻ nhỏ ở Thục được ông cứu sống khi trước đến tuổi đi lính. Cha mẹ chúng động viên con:
Vương phủ quân đã cứu mạng con, nay con phải dốc sức chiến đấu để báo đáp hậu ân của Vương phủ quân.
Tháng 1 năm 280, Vương Tuấn mang quân tấn công Đan Dương, bắt sống Giám Thịnh Ký. Quân Ngô dùng dây xích sắt chằng quanh các bãi nổi trọng yếu khắp mặt sông và chông sắt vài trượng ngầm dưới nước để ngăn thuyền chiến.
Vương Tuấn biết tin, cho làm ngay bè lớn ghép vào nhau rộng vài trăm bộ, trên bè có rất nhiều người cỏ mặc giáp sắt, tay cầm gậy. Trước khi lên đường, ông cho người bơi giỏi đẩy bè di trước. Đến bãi chông, chông cắm vào bè và bị nhổ bật lên. Vương Tuấn còn cho làm nhiều bó đuốc lớn, đổ đẫm dầu xếp trên các chiến thuyền. Khi thuyền mắc phải xích sắt, quân Tấn đốt các bó đuốc lên, sắt chảy ra, đứt đoạn. Thuyền chiến của quân Tấn cứ thế tiến lên không gặp trở ngại nào nữa.
Tháng 2 năm 280, quân Vương Tuấn tiến đến đánh Tây Lăng, Kinh Môn, Di Hạo, Lạc Hương, đều hạ được, bắt sống nhiều quân Ngô. Tấn Vũ đế hạ chiếu ban cho ông chức Bình đông tướng quân, thống lĩnh vùng Ích châu và Lương châu.
Vương Tuấn xuôi dòng tiến xuống Tam Sơn. Vua Ngô là Tôn Hạo sai Trương Tượng dẫn 1 vạn quân chống trả. Khi thấy quân Tấn hùng mạnh kéo đến, Trương Tượng sợ hãi xin hàng. Cùng lúc, cánh quân của Đỗ Dự cũng hạ được thành Thạch Đầu, đánh vỡ tuyến phòng ngự phía tây của nước Ngô. Tôn Hạo thấy quân Tấn mạnh mẽ không thể chống nổi, bèn theo lời Hồ Sung ra hàng.
Tháng 3 năm 280, Vương Tuấn tiến vào Kiến Nghiệp, thu ấn, kho tàng và sổ sách của Tôn Hạo và sai giải Hạo về kinh. Tấn Vũ Đế sai sứ khao thưởng quân lính dưới quyền ông.
Trong chiến dịch diệt Ngô, Vương Tuấn hạ 4 thành, chiếm 43 quận.

## Bị Vương Hồn tranh công
Trong cuộc diệt Ngô, Tấn Vũ đế ra lệnh cho Vương Tuấn khi đến Kiến Bình sẽ chịu sự chỉ huy của Đỗ Dự, khi đến Mạt Lăng (Kiến Nghiệp) sẽ chịu sự chỉ huy của Vương Hồn.
Khi Đỗ Dự đến Giang Lăng, vốn không có tính đố kỵ nên nói với các tướng sĩ dưới quyền rằng không nên bắt Vương Tuấn dưới quyền chỉ huy của mình, nên để cho ông lập được công phá Ngô. Vì vậy Đỗ Dự gửi thư cho ông nói:
"Ông đã tiêu diệt được Bính Chướng rồi thì nên tiến thẳng đến Mạt Lăng phá giặc Ngô"
Vương Tuấn rất mừng. Khi ông chuẩn bị tới Mạt Lăng thì Vương Hồn cũng đã đánh được cánh trung quân của Đông Ngô, chém được tướng Trương Đễ. Muốn kìm hãm cánh quân Vương Tuấn, Hồn sai sứ bảo ông dừng lại lên bờ để bàn việc quân cơ. Nhưng Vương Tuấn mượn cớ gió to, thuyền không dừng lại được, nhất định không chịu lên bờ, cứ ra lệnh cho quân thẳng tiến vào Mạt Lăng bắt Tôn Hạo.
Vương Hồn tức giận bèn dâng biểu về triều nói ông kháng lệnh chỉ huy, thêu dệt thêm nhiều chuyện vu cáo ông. Các quan chủ quản chuẩn bị cho xe tù bắt Vương Tuấn về kinh, nhưng Tấn Vũ đế không cho, chỉ ra chiếu khiển trách ông:
"Tướng quân Vương Hồn là người suy tính uyên thâm, đã án binh bất động chờ tướng quân tới, sao tướng quân lại tự mình phá địch mà không theo lệnh? Công lao của tướng quân trẫm đã ghi rõ, nhưng tướng quân ỷ vào công lao mà ngang ngược thì trẫm rất khó nói với triều đình".
Vương Tuấn dâng thư biện bạch rằng:
"Ngày 15 thần đến Tam Sơn nhưng ngày 16 chiếu thư yêu cầu thần vâng lệnh Vương Hồn mới tới nơi. Ông ta đưa thư yêu cầu dừng lại bàn bạc nhưng thủy quân đã tiến thẳng vào thành địch, không kịp dừng lại bàn bạc. Thần nghĩ rằng việc quân cơ đại sự nếu có lợi cho xã tắc thì dù có chết cũng không sợ hãi, không né tránh."
Vương Hồn tiếp tục dâng thư phỉ báng ông, tố cáo ông để cho cấp dưới phá cung điện của Tôn Hạo. Khi Vương Tuấn về triều, những người cùng phe với Vương Hồn tâu nên xử tội ông, nhưng Tấn Vũ Đế không nghe, phán rằng:
Vương Tuấn nhận chiếu thư tiến thẳng đến Mạt Lăng rồi triều đình mới hạ chiếu cho ông ta chịu sự điều động của Vương Hồn. Chiếu thư đến chậm nên không thể trách tội Vương Tuấn. Dù ông ta có chỗ đáng trách nhưng không thể vì lỗi nhỏ mà xoá bỏ hết công lao.
Vũ Đế bèn phong ông làm Phụ quốc đại tướng quân, Hiệu uý thống lĩnh bộ binh, được cấp 500 cỗ xe lớn, tăng 500 quân cho doanh trại bản bộ của ông, và phong làm Dương Nhưỡng huyện hầu, hưởng lộc vạn hộ.
Vương Tuấn lập công lớn nhưng bị cha con Vương Hồn kèn cựa, trong lòng không vui. Lần nào đến gặp vua, ông cũng trần tình, không kìm được bực dọc. Tấn Vũ đế hiểu tâm trạng ông nên không trách tội. Tần Tú, Mạnh Khang và Lý Mật đều dâng biểu nói rằng Vương Tuấn đối xử bất công. Tấn Vũ đế bèn phong cho ông làm Trấn quân Đại tướng quân, đi có ngựa hầu, thống lĩnh các tướng ở hậu quân. Mỗi khi Vương Hồn có việc cần gặp, ông thường phòng bị chặt chẽ rồi mới ra gặp.
Sau đó triều đình lại phong ông làm Phủ quân Đại tướng quân.
Tháng 12 năm 285, Vương Tuấn qua đời, thọ 80 tuổi, triều đình đặt tên thuỵ cho ông là Vũ. Ông được mai táng ở núi Bạch Cốc.